# Albert J. Libchaber
Albert Joseph Libchaber (né le 23 octobre 1934 à Paris) est professeur titulaire de la chaire Detlev W. Bronk à l'Université Rockefeller et a remporté le prix Wolf de physique en 1986. En 1999, il reçoit le Prix des trois physiciens de la Fondation de France.

## Formation
Albert J. Libchaber obtient une licence en mathématiques de l'université de Paris en 1956 et un diplôme d'ingénieur des télécommunications de l'École nationale supérieure des télécommunications en 1958. Il obtient une maîtrise en physique de l'université d'Illinois en 1959, sous la direction de John Bardeen, et un doctorat de l'École normale supérieure en 1965, sous la direction de Robert Veilex. Il est membre correspondant de l'Académie des sciences depuis 1982.

## Parcours académique
Libchaber a été membre du Laboratoire de Physique des Solides de l'École normale supérieure jusqu'en 1982 puis professeur à l'Université de Chicago de 1983 à 1991. Il a quitté Chicago et est devenu professeur de physique à l'Université de Princeton en 1991. La même année, le NEC Research Institute de Princeton le nomme fellow et, en 1993, il devient James S. McDonnell Distinguished University Professor de Princeton. Il a rejoint le corps professoral de l'Université Rockefeller en 1994.

## Recherche
Albert Libchaber a fait des contributions majeures à la physique expérimentale de la matière condensée,, notamment en réalisant la première observation expérimentale de la cascade de bifurcation qui conduit au chaos et à la turbulence dans les systèmes convectifs de Rayleigh-Bénard. À l'aide de microbolomètres gravés dans la cellule convective, il a pu observer les fluctuations de température sans perturber l'environnement. Il a ainsi pu observer clairement les bifurcations qui conduisent au chaos : doublement de la période, éventuellement accompagné d'un verrouillage de plusieurs fréquences incommensurables. Les prédictions théoriques de Mitchell Feigenbaum ont ainsi été entièrement confirmées. Ses premiers travaux ont été réalisés sur 4He ; plus tard, il a utilisé le mercure, dans lequel un champ magnétique appliqué apporte un degré de liberté supplémentaire. L'expérience est si parfaite qu'elle permet de mesurer quantitativement les exposants critiques de Feigenbaum qui caractérisent la cascade vers le chaos. Pour cette réalisation, il reçoit le prix Wolf de physique en 1986, avec Mitchell J. Feigenbaum, "pour sa brillante démonstration expérimentale de la transition vers la turbulence et le chaos dans les systèmes dynamiques".
Depuis les années 1990, les recherches d'Albert Libchaber portent principalement sur la biologie, du point de vue de la physique et de la dynamique non linéaire.

## Principales publications
- Libchaber A, Maurer J. "Une Experience de Rayleigh-Benard en geometrie reduite: multiplication, accrochage et demultiplication des frequences", Journal de Physique, Colloques 41 C3, 1980, p. 51-56
- Libchaber A, Maurer J. "A Rayleigh Benard Experiment: Helium in a small box“, Proceedings NATO Advanced Summer Institute on Nonlinear Phenomena, 1982, p. 259
- A Libchaber, C Laroche, S Fauve. "2-Parameter Study of the Routes to Chaos", Physica D, V.7, 1983, p. 73-84
- A Libchaber, C Laroche, S Fauve. "Period doubling cascade in mercury, a quantitative measurement", Journal de Physique Lettres, V.43, 1982, p. 211-216
- Libchaber Albert, Vincent Noireaux. "A vesicle bioreactor as a step toward an artificial cell assembly". Proceedings of the National Academy of the USA, V. 101, 2004, p. 17669